# تورکا، شهرستان خه‌اوم
تورکا، شهرستان خه‌اوم (به لاتین: Turka, Chełm County) یک منطقهٔ مسکونی در لهستان است که در Gmina Dorohusk واقع شده‌است.

## خصوصیات
تورکا ۳۱۵ نفر جمعیت دارد.